# Sadhu Singh
Sadhu Singh (ur. ?) – reprezentujący Indie lekkoatleta, chodziarz. 
Podczas igrzysk olimpijskich w Londynie (1948) został zdyswalifikowany w eliminacjach chodu na 10 kilometrów, a chodu na 50 kilometrów nie ukończył.